# Prizonieri de război japonezi în Uniunea Sovietică
. 

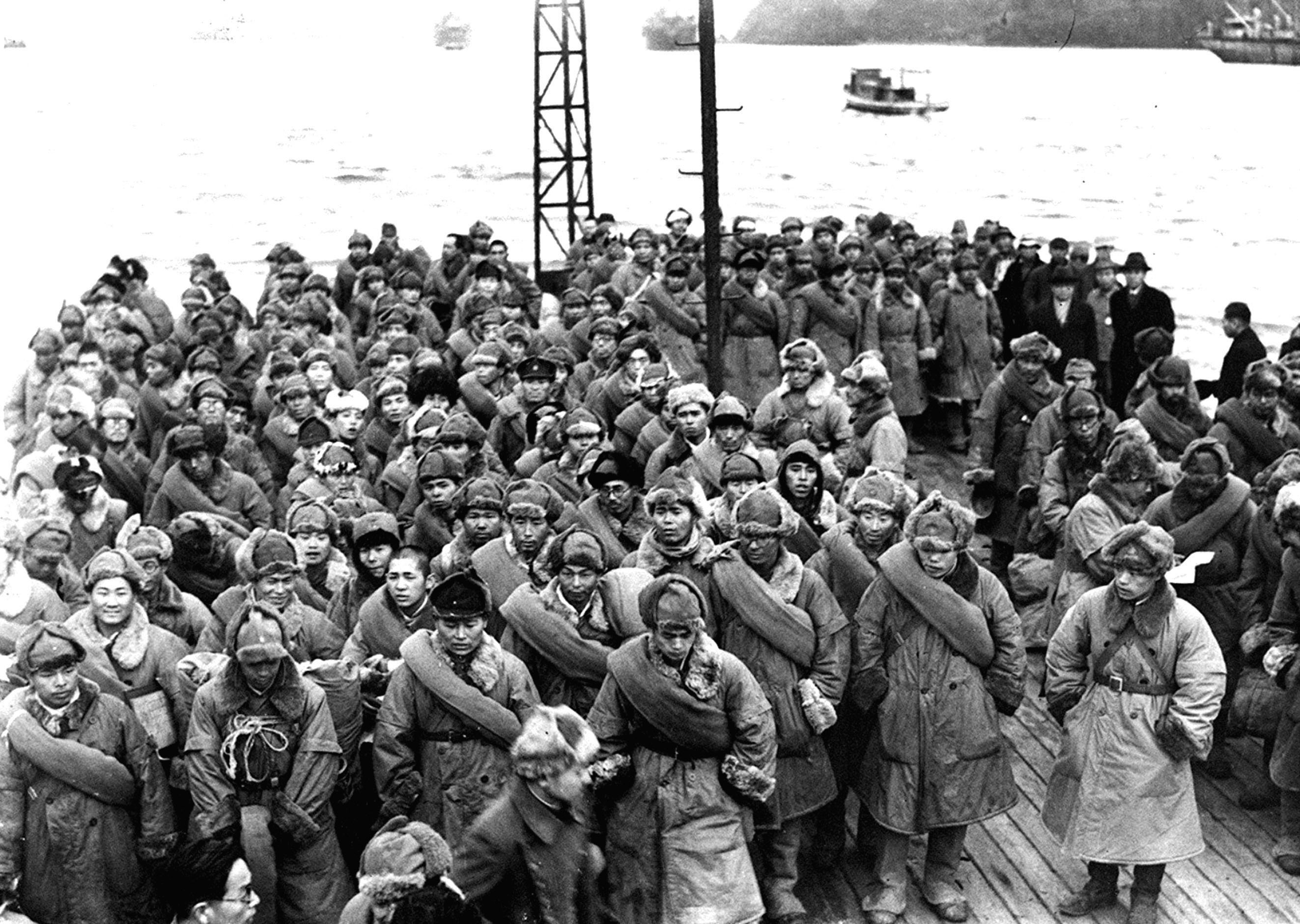
Soldați japonezi repatriați din Uniunea Sovietică (Siberia) așteptând să debarce de un vapor în portul Maizuru, Prefectura Kyoto, Japonia, în 1946

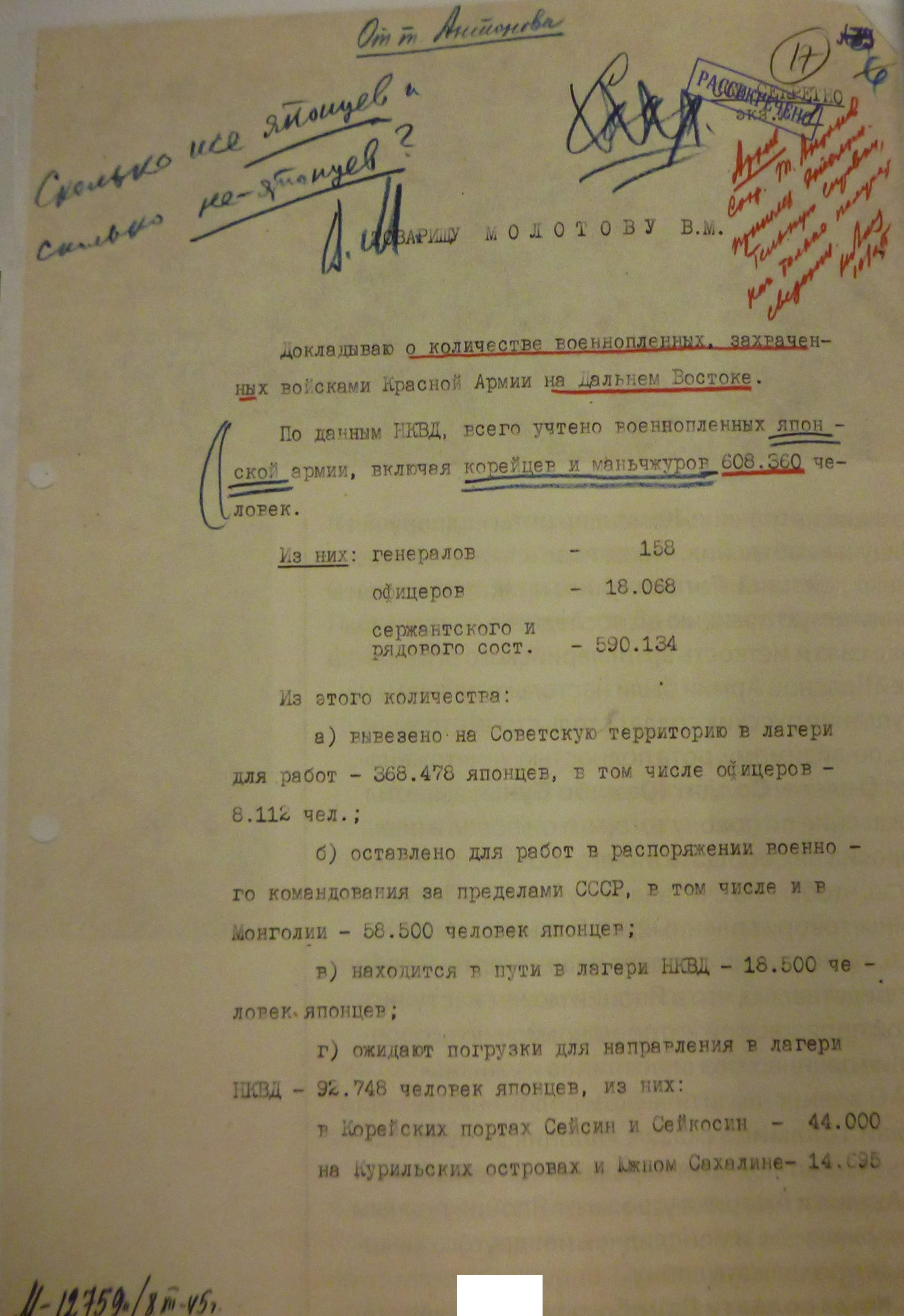
Raportul șefului statului major sovietic Aleksei Antonov către Veaceslav Molotov cu privire la numărul de prizonieri de război japonezi, 8 decembrie 1945

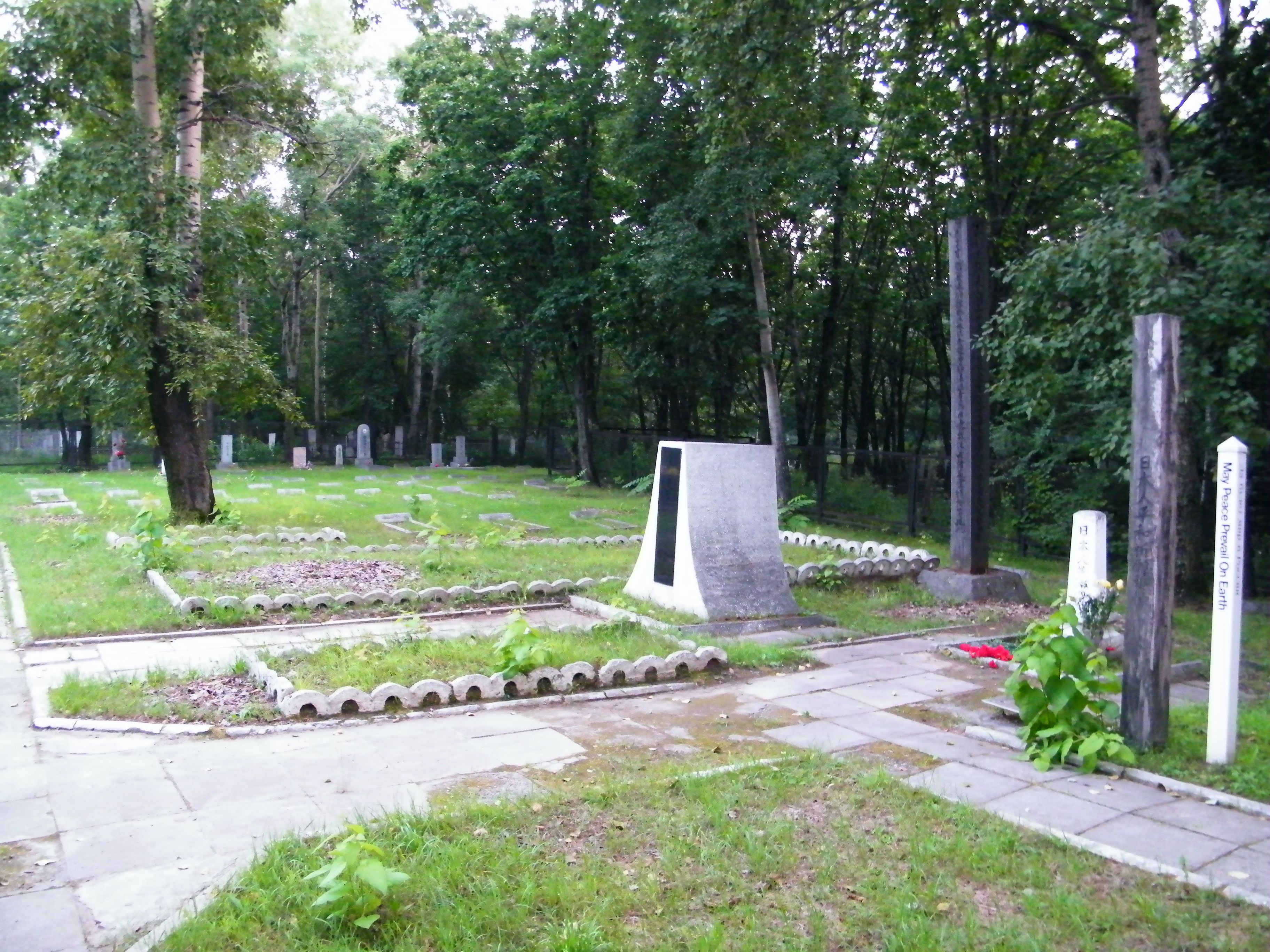
Sectorul mormintelor prizonierilor de război japonezi la cimitirul central din Habarovsk.

La încheierea celui de-al Doilea Război Mondial, au fost internați în Uniunea Sovietică și Mongolia între 560.000 și 700.000 de soldați japonezi pentru muncă în lagărele de muncă ca prizonieri de război. Dintre aceștia, se estimează că între 60.000 și 347.000 de mii de oameni au murit în captivitate.
Majoritatea celor aproximativ 3,5 milioane de militari ai forțelor terestre japoneze din afara Japoniei au fost dezarmate de Uniunea Sovietică și Kuomintang-ul Chinei și mai apoi repatriați în 1946. Aliații occidentali au luat 35.000 de prizonieri japonezi între decembrie 1941 și 15 august 1945, mai înainte de capitularea Japoniei  Uniunea Sovietică i-a reținut mult mai multă vreme pe prizonierii de război japonezi și i-a folosit ca forță de muncă. 

## Istoric
Majoritatea japonezilor care au fost reținuți de Uniunea Sovietică nu s-au considerat „prizonieri de război”, folosind pentru ei termenul de „internați”, deoarece ei au depus armele în mod voluntar după capitularea oficială a Japoniei. Numărul prizonierilor japonezi capturați efectiv în luptă a fost foarte mic.
După înfrângerea Armatei din Kwantung în Manciuria, prizonierii de război din Manciuria, Coreea, sudul Sahalinului și Insulele Kurile au fost trimiși în Ținutul Primorie, Ținutul Habarovsk, Ținutul Krasnoiarsk, Kazahstan (Provincia Turkistan) și Provincia Jambîl),  RSSA Buriat-Mongolă și RSS Uzbekă. În 1946, în cele 49 de lagăre de muncă pentru prizonierii de război japonezi aflate sub controlul GUPVI erau internați aproximativ 500.000 de persoane. În afară de aceste, mai erau două lagăre pentru japonezii condamnați pentru crime de război. Prizonierii erau grupați în unități de câte 1.000 de oameni. În afară de militari, au mai fost internați și mai mulți civili japonezi (bărbați și femei) și coreeni, care au completat efectivele unităților de soldați.
Gestionarea problemei prizonierilor de război niponi a fost făcută în conformitate cu prevederile Decretului nr. 9898ss al Comitetului de apărare al Uniunii Sovietice „Cu privire la primirea, plasarea și utilizarea forței de muncă a prizonierilor de război ai armatei japoneze” (О приеме, размещении, трудовом использовании военнопленных японской армии) din 23 august 1945. 
Un mare număr de japonezi au fost repartizați la construcția Baikal-Amur Mainline⁠(d) (peste 200.000 de persoane), în opt lagăre, în Komsomolsk pe Amur (două lagăre pentru două căi ferate), Sovetskaia Gavan, stația de cale ferată Raicihinsk (Ținutul Habarovsk), stația de cale ferată Izvestkovaia (Ținutul Habarovsk), Krasnaia Zaria (Regiunea Cita), Taișet și Novo-Grișino (Regiunea Irkutsk).
Repatrierea prizonierilor de răzbi japonezi a început în 1946. 
| Anul | Persoane eliberate | Note                     |
| ---- | ------------------ | ------------------------ |
| 1946 | 18.616             |                          |
| 1947 | 166.240            |                          |
| 1948 | 175.000            |                          |
| 1949 | 97.000             | 971 transferați în China |
| 1950 | 1.585              | 2.988 rămași în URSS     |

Începând din 1949, au existat rapoarte despre repatriații care erau necooperanți și ostili la întoarcerea în Japonia, din cauza propagandei comuniste la care fuseseră supuși în timpul detenției. Aceste incidente au dus la obținerea unei percepții mai negative asupra soldaților care se întorceau și a crescut ostilitatea Comandantului Suprem pentru Puterile Aliate față de mișcările politice de stânga din Japonia
Cei rămași după 1950 în Uniunea Sovietică au fost reținuți fiind condamnați pentru diferite infracțiuni. Eliberarea acestor persoane a continuat din 1953 după emiterea a diferite amnistii, iar ultimul grup important de 1.025 prizonieri japonezi a fost eliberat la 23 decembrie 1956. De atunci, au mai fost eliberate doar grupuri mici de prizonieri japonezi, inclusiv cei care se vor întoarce doar după prăbușirea Uniunii Sovietice. Unii prizonieri japonezi, care fuseseră reținuți perioade de mai multe zeci de ani, și care între timp se căsătoriseră și își întemeiaseră familii, au ales să nu se întoarcă definitiv în Japonia.
Există astăzi aproximativ 60 de asociații ale foștilor internați japonezi și ai membrilor familiilor lor. Uniunea Sovietică nu a furnizat listele prizonierilor de război și nu a permis rudelor acelor prizonieri care au murit în captivitate să le viziteze locurile de înmormântare. Acest lucru a devenit posibil după dizolvarea Uniunii Sovietice.

## Internații japonezi și rușii
Istoricul S. Kuznețov, decanul Facultății de Istorie a Universității de Stat din Irkutsk⁠(d), unul dintre primii cercetători în domeniu, a intervievat mii de foști internați și a ajuns la următoarea concluzie:
„„Internarea siberiană” (termenul japonez) a fost un fenomen unic și paradoxal. Mulți dintre ei își amintesc nostalgic și sentimental de această perioadă a vieții lor. În memoriile și amintirile lor au trasat o distincție între atitudinea mașinii de stat sovietice și rușilor obișnuiți. Spre deosebire de germani, japonezii nu erau asociați în percepția rușilor cu atrocitățile naziștilor în pe pământul rus, deși inițial atitudinea rușilor era ostilă, sub influența propagandei sovietice. Mai mult, relațiile romantice dintre internații japoneze și rusoaice nu erau neobișnuite. De exemplu, în orașul Kansk, Ținutul Krasnoiarsk, aproximativ 50 de japonezi s-au căsătorit cu localnice și au rămas în regiune. Japonezii au remarcat sărăcia generală a populației ruse. De asemenea, s-au întâlnit cu deținuții politici sovietici în lagărele de prizonieri ale GULAGului, foarte numeroase în Siberia în acea perioadă și au dobândit o bună înțelegere a sistemului sovietic. Toți își amintesc de îndoctrinarea ideologică din timpul „studiilor democrației” zilnice, obligatorii, însă doar un număr foarte mic dintre ei au îmbrățișat comunismul.”
Cu toate acestea, mulți dintre deținuți nu împărtășesc opiniile lui Kuznețov și păstrează amintiri neplăcute despre faptul că au fost jefuiți de bunuri personale, brutalitatea personalului din lagăre, iernile aspre și munca epuizantă. Unul dintre acești critici este Haruo Minami⁠(d), care a devenit ulterior unul dintre cei mai renumiți cântăreți din Japonia. Minami, din cauza experiențelor sale dure din lagărul de muncă, a devenit un anticomunist bine-cunoscut.
Majoritatea japonezilor luați prizonieri de sovietici au fost capturați în Manciuria (nord-estul Chinei) și au fost duși în lagărele sovietice de prizonieri. Mulți japonezi au murit în timp ce erau reținuți în lagărele de prizonieri. Estimările numărului acestor decese variază de la 60.000, pe baza deceselor raportate de URSS, la 347.000 (estimarea istoricului american William F. Nimmo, incluzând 254.000 de morți și 93.000 de dispăruți), pe baza numărului de militari japonezi și personal civil auxiliar înregistrați în Manciuria în momentul predării, care nu au reușit mai apoi să se întoarcă în Japonia. Unii au rămas în captivitate până în decembrie 1956 (11 ani după încheierea războilui) mai înainte de a li se permite să se întoarcă în Japonia. Discrepanțele mari dintre înregistrările sovietice ale deceselor și numărul de japonezi dispăruți sub ocupația sovietică, precum și locul unde se află rămășițele prizonierilor, sunt încă motive de dispută politică și diplomatică, cel puțin din partea japoneză.
Prin combinarea hărților publicate de fostul Minister al Sănătății și Protecției Sociale și actualul Minister al Muncii, Sănătății și Protecției Sociale ale Guvernului japonez, au fost localizate peste 70 de lagăre de muncă pentru prizonierii de război japonezi în Uniunea Sovietică:
Datorită greutății cu care sunt obținute înregistrările oficiale ale guvernului  sovietic, datele numerice sunt obținute de fostul Minister al Sănătății și Protecției Sociale și actualul Minister al Muncii, Sănătății și Protecției Sociale de la foștii prizonieri de război sau din alte surse. Rezultatele eforturilor de identificare a celor decedați în Uniunea sovietică pot fi consultate de exemplu pe pagini de internet precum  http://www.mhlw.go.jp/seisaku/2009/11/01.html „Studiul materialelor referitoare la decesele din timpul detenției în Siberia.” (Ministry of Labor, Health and Welfare Policy Reports 2009.)

## Foștii internați japonezi în zilele noastre
Mai multe asociații ale foștilor internați solicită despăgubiri de la guvernul japonez pentru tratamentul lor din timpul războiului și pentru acordarea de pensii. Printr-o petiție la Comisia ONU pentru Drepturile Omului, foștii prizonieri japonezi din Uniunea Sovietică au reclamat:
„Japonia are o responsabilitate morală și legală să despăgubească victimele agresiunii sale, dar guvernul japonez a refuzat până acum să acorde despăgubiri foștilor prizonieri de război pentru perioada de muncă forțată din Siberia, deși a făcut concesii prizonierilor din alte regiuni. Veteranii au dat în judecată guvernul japonez în 1981 pentru despăgubiri și, în cele din urmă, li s-au eliberat la cererea instanței certificate de muncă de către guvernul rus, dar recursul lor a fost respins.”—56th session record of the Economic and Social Council of the UN Commission on Human Rights 13 aprilie 2000
Cei care au ales inițial să rămână în Rusia și în cele din urmă au decis să se întoarcă în patrie au avut de-a face cu o mare birocrație japoneză. O problemă semnificativă este confirmarea dificilă a statutului lor prin documente oficiale. Toshimasa Meguro, un fost prizonier în vârstă de 77 de ani, a primit permisiunea să viziteze Japonia doar în 1998. El a fost internat  8 ani în lagăre de muncă și după eliberare i s-a ordonat să rămână în Siberia.
Tetsuro Ahiko este ultimul prizonier japonez de război care mai trăiește în Kazahstan.

## Cercetarea istoriei prizonierilor japonezi în Rusia
Cercetarea istoriei prizonierilor japonezi a devenit posibilă în Rusia doar în a doua jumătate a deceniului al optulea al secolului trecut, odată cu politica de Glastnost și mai apoi, după destrămarea Uniunii Sovietice. Până atunci, singurele informații publice despre prizonierii de război luați de sovietici în timpul celei de-a doua conflagrații mondiale erau despre numărul militarilor internați. După deschiderea arhivelor secrete sovietice a devenit cunoscut scopul reale la internării în lagăre de muncă a prizonierilor de război, iar subiectul a început să fie discutat în presă. 
Prizonierii de război japonezi au devenit au devenit subiect de cercetarea pentru istoricii din Siberia și Orientul Îndepărtat Rus după ce au primit acces la arhivele locale ale NKVD/MVD și Partidului Comunist al URSS Mai mulți  „candidați în științe” au prezentat dizertații cu privire la prizonierii de război din URSS din diferite regiuni. În anul 2.000 a fost publicată cea mai importantă colecție de documente legate de prizonierii de război din URSS, unde sunt găsite informații semnificative despre japonezi.
La începutul primului secol al acestui mileniu, au fost publicate în Rusia mai multe cărți despre soarta prizonierilor japonezi.
Aproximativ 2.000 de cărți cu amintiri ale prizonierilor de război japonezi din URSS au fost publicate în Japonia.

## Moștenirea culturală
În 2015, înregistrările internării și repatrierii au fost înregistrate în „ Memoria lumii” UNESCO sub titlul „Întoarcerea în portul Maizuru - Documente legate de Experiențe de internare și repatriere a japonezilor (1945-1956) ".

## În artă
Scriitorul japonez Toyoko Yamasaki a publicat în 1976 romanul Fumō Chitai (Pământul pierdut) despre un ofițer japonez de stat major capturat în Manciuria,  captivitatea și reîntoarcerea în Japonia, unde a devenit om de afaceri. Romanul a fost adaptat pentru un film pe marile ecrane și două miniserii de televiziune. 
Masaki Kobayashi a regizat un film epic în trei părți Ningen no jōken (Condiția umană) bazat pe romanul în șase volume al scriitorului nipon Junpei Gomikawa. Ultima parte prezintă și experiențele prizonierilor de război din Uniunea Sovietică. 

Kiuchi Nobuo și-a povestit experiența în lagărele sovietice în seria de benzi desenate The Notes of Japanese soldier in USSR.
Filmul sud-coreean My Way are scene în care prezintă tratamentul suferit de prizonierii japonezi și coreeni recrutați în armata niponă în lagărele sovietice.

## Resurse internet:
- The Notes of Japanese soldier in USSR
- Japanese POWs in Siberia[nefuncțională]